# にけつッ!!
『にけつッ!!』（ローマ字表記は「NIKETSU」）は、読売テレビ（ytv）で、2008年10月8日（7日深夜）から放送されているトークバラエティ番組である。
制作局である読売テレビの放送時間は、毎週水曜日（火曜深夜）の0:54 - 1:24（JST、特別編成等で遅延の場合もあり）。
日本テレビをはじめ一部地域にもネットされている（後述）。

## 概要
番組のコンセプトは、かつて同局で放送された『鶴瓶上岡パペポTV』や『松紳』に近いものになっており、この収録前には打ち合わせも無く、お互いが会ってはいけないというルールで本番に臨んでいる。
セット中央にはイスが2つ用意しており、開始当初は座ってトークをしていた。ジュニアのトークが身振り手振りし動かす事が多いため、現在は立ちトークに変わっているが、イスの用意は現在も行われている。2011年にジュニアが左足骨折で松葉づえで登場した回は、数回にわたって2人ともイスに座ってトークを行った。
2009年10月25日の16:25 - 17:25に、読売テレビ限定で『にけつッ!!大阪限定大放出スペシャル!』を放送した。この放送時には、普段実施していないステレオ放送とハイビジョン制作を取り入れた。
2010年1月4日の14:55 - 15:50に、読売テレビで『プレミアムにけつッ!!』を放送した。今回はその13日後に日本テレビでも放送される、この放送はハイビジョン制作で行われ、4:3画面に準じたテロップ装飾され地上アナログ放送はサイドカット形式となった。
2010年6月19・20日の16:55 - 17:30に、読売テレビ限定で『プレミアムにけつッ!!』を放送した。
2011年頃からトークの他に不定期ではあるがロケ企画を放送しており、「にけつッ!!大富豪飯」「ふれあい旅」「モノマネ居酒屋」など、トーク内で登場した企画を概ね前後編方式で放送している。
2015年10月8日23:59 - 翌0:54には、『プラチナイト』木曜版（『木曜ドラマ』の改編期休止代替特番扱い）で、番組開始以来初めて日本テレビ系列全国ネットで1時間SPが放送され、2016年12月9日1:09 - 2:04（8日深夜）にも同枠で1時間SPを放送した。
2024年1月10日（9日深夜）放送分から制作局である読売テレビでの放送終了後に動画配信サービス（TVer・ytv MyDo!）での即時配信を開始した。

## 画面サイズについて
番組開始から2010年4月30日放送分までスタジオトークの撮影は16:9のビスタサイズのワイド画面での撮影、地上アナログ放送と地上デジタル放送どちらにも上下に黒帯が設置されさらに地上波デジタル放送の場合は2010年4月8日放送分からはハイビジョン制作に移行となり、左右に番組オリジナルパネル（ハイビジョン制作前は両サイドに黒帯パネル）が設置されており超額縁放送に近い形式になっていた。これは番組演出のためで、下の黒帯には現在話している話題のテーマがテロップ表示され、話題が切り替わる毎に右からスクロールされて出てくる仕組みとなっており、エンディングではスタッフロールが表示される（スタッフロールのテロップ表記は異なるため、画面サイズが若干縮小される）。上の黒帯に関しては、番組開始当初の数回はエンディング曲の表記がされていたが、現在は画面の上の方に表示されている。下にテロップ表記されている影響で、ほかのレターボックス放送に比べて上の方にトーク画面が設置されているため、上の黒帯と下の黒帯の領域はそれぞれ異なっている。尚、トーク部分以外の映像に関しては基本的に4:3で撮影及びテロップ装飾がされている。またなぞりテロップは通常放送では使用していないが、電話の声を放送するときなど聞き取りにくい音声に対する配慮が必要な場合は使用することがあり、この場合は黒帯部分ではなくスタジオ画面内にテロップが表示されるほか、『プレミアムにけつッ!!』やロケ収録ではなぞりテロップが使用されている。
2010年4月15日放送分のみ前述の両サイドのパネルと上下の黒帯が排除され地上波アナログ放送では4:3のサイドカット方式となり、話題のテーマは画面の下部分にタイヤ痕のデザインをしたテロップが右から流れる形式で放送された。
2010年5月6日放送分からスタジオセットのリニューアルに従い4:3の収録に切り替え話題のテーマの表記が下の部分にその話をしている間だけ表示される形式に変更され地上波デジタル放送は両サイドにオリジナルパネルが装飾される形で放送され、2010年6月17日放送分からハイビジョン収録になり、地上波アナログ放送はサイドカット形式での放送だったが2010年7月8日放送分からレターボックスサイズでの放送に切り替えとなった。

## 出演者

### レギュラー
- 千原ジュニア（千原兄弟） - 番組内での立ち位置は右。2022年2月15日放送は、新型コロナウイルス感染により欠席し、兄の千原せいじが代打を務めた。
- ケンドーコバヤシ - 番組内での立ち位置は左。2022年5月10日放送は体調不良により欠席し藤本敏史が、5月17日放送分では、高橋茂雄が、さらに5月24日放送分では陣内智則が代打を務めた。 さらに2023年2月14日も体調不良により欠席し、くっきー!が、2月21日放送分ではオズワルドが、2月28日放送分では岩尾望が代打を務めた。

### ゲスト
ゲストが出演する場合、登場後にイスが用意される(基本的に中央)。
- ネゴシックス
番組初のゲスト。打ち合わせが一切ない番組が故に「ゲストが来ている。」とカンペが出た時には、カンペを出す行為自体2人は驚いていた。
- 千原せいじ（千原兄弟）
番組スタッフとして装って登場客席の先頭にいたが、誰一人せいじだとわからなかった。その溶け込みっぷりはケンコバに「せいじさん…、どんだけオーラ消すの上手いんですか!!」と言わしめたほど。2022年2月15日放送分では、コロナに感染したジュニアの代打を務めた。
- 日村勇紀（バナナマン）
初のよしもとクリエイティブ・エージェンシー所属ではないゲスト。客席に紛れ込むという演出をしたが、これも客席は誰一人日村だとはわからなかった。ちなみに、日村が来ている事を知る前の冒頭でジュニアは日村の相方である設楽統の話題を話していた。
- 品川祐（品川庄司）
初の2回目の登場。以前の「また遊びに来てや」という2人の言葉を「鵜呑みにした」。「2回目に手ぶらで行くのも何だから」と『アメトーク!』ばりの新企画のプレゼンをしにやってきた。その内の「にけつっ!!吉本芸人日記」（一人の芸人がノートに日記を書いてから次の芸人に渡し、溜まったら番組内で発表する）は即採用となり、品川から始まりケンコバに渡した。6月18日の放送段階でサバンナの二人や博多大吉や桂楽珍ら10数人を経てジョイマン高木に回っていて、スタッフを介して高木からジュニアに渡った。日記の内容は携帯サイトで閲覧可能で、現在も回り続けている。
後述のにけつッ!!オリジナル商品では司会の2人に代わって商品開発・プロデュース業務を担当。
- 綾部祐二（ピース）
「宮川大輔さんにまつわるお悩み相談室」と聞いてやってきたが、「こちらのダンナ（ジュニア）も大概ですよ」とジュニアのエピソードも語っていった。
- 今田耕司
初の先輩ゲスト。2人のトーク中に突然BGMが流れ出し登場、これには2人は唖然としていた。オリジナルTシャツ企画にてジュニアが提出した「（東スポの）エロ記事を一生懸命切り抜く今田耕司」の真実や、「トレイシー・ローズの真骨頂の話」「AVの命は照明」論など、放送ギリギリのエロ話のみだった。
- ET-KING
初のお笑い芸人以外でのゲスト。以前、品川がプレゼンした企画であるにけつッ!!オリジナルソングを制作。2009年8月13日放送分から2011年11月1日放送分まで、その曲が出囃子として使われた。
この曲はケンコバ・ジュニアの歌声を含めて改めてレコーディングした上で、2009年10月14日に発売した。
- ゴリ（ガレッジセール）
「南の島のフリムン」の宣伝も兼ねて、2週に渡って出演。以前、「人志松本の○○な話」の「ゾッとする話」でダダスベリしたことをイジられ、ジュニアに「それ以降、若干ですけど、スベリ傾向にある」と言われてしまった。
- 勝俣州和
客席に紛れ込む形で登場[4]。1回目では番組内で話された「グー派とチョキ派」について徹底的に反論をした。
2回目の登場ではケンコバのみに知らされており、登場時にジュニアは「(ゲストで)前来た」と本気で嫌がっていた。「楽屋への挨拶のノックがどれだけガサツかでボケかツッコミかが判る」と言うジュニアの神経質ぶりに「相変わらずチョキだな〜」「(1回目から)治ってないね！」とその理論を破壊しつくした。勝俣の理路整然とした攻勢にジュニアは手も足も出ず、観客から「ジュニア頑張れ！」と言われる始末で、「これを人は公開リンチと呼びます」と感想を残した。
3回目の登場は2回目同様ケンコバのみは知っており、大阪凱旋SP(2015年10月8日放送分)で登場。結婚を発表した直後の放送回で、勝俣自身の経験を基に結婚の心得等を話したが、あまりの濃さ・熱さにジュニアは引き気味になり、さらに理路整然とした話にジュニアは全く反論できなかった。ケンコバ曰く「(結婚という)あんな良い事あって、結構ガッツリ説教喰らうとはね」
- バッファロー吾郎（木村明浩・竹若元博）
- サバンナ（八木真澄・高橋茂雄）
共に大阪収録でそれぞれの回にゲスト出演した。
- DAIGO、田中直樹（ココリコ）、いとうあさこ、島田秀平
上記の「プレミアムにけつッ!!」にゲストとして登場、全員まずは一人ずつ登場してオススメのお土産を二人に渡してトークしてから、全員まとめて島田に2010年の運勢を占ってもらった。
- 月亭八光、なるみ、山崎邦正
上記の「プレミアムにけつッ!!」にゲストとして登場（山崎は後編のみ）、全員まずは一人ずつ登場してオススメのお土産（山崎はゲーム）を二人に渡してトークしてから、最後に全員揃って、八光による大阪芸人の楽屋話を披露しながら、トークを展開した。
- チャンカワイ（Wエンジン）
- MATSU（EXILE）
- 板尾創路（130R）
- 関根勤
番組カメラマンとして装い、かつ髭やもみ上げも付けて変装した上で、客席にいたが、誰一人わからなかった。
- 東野幸治
京都花月での収録の中編・後編に出演。
- 斉藤和義
番組のオープニング曲を制作したため登場。2011年11月8日放送分からその曲が出囃子として使用。
この曲も収録したシングル「やさしくなりたい」が、2011年11月2日に発売されている。
- RAINBOW
日本でのセカンドシングル「マッハ」の中で出てくる「ドライブダンス」を2人にレクチャーし、一緒にダンスを踊った。
- 木下優樹菜
藤本敏史との共演ではなく、単独で出演。
- 藤原竜也
- 原口あきまさ
- 小峠英二（バイきんぐ）
- FUJIWARA（原西孝幸・藤本敏史）
- ベッキー
- 蛍原徹（雨上がり決死隊）
札幌での収録回に登場。自身がいかに北海道を愛しているかをアピールしたが、「札幌へ行く飛行機でハイジャックに遭った」「実家に100kgの泥棒がいた」など現実味の無いトークを繰り広げ、2人から「虚言癖がある」と言われてしまった。
- 田村亮 （ロンドンブーツ1号2号）
- 中岡創一 （ロッチ）
- ハリウッドザコシショウ
- 宮川大輔
- 又吉直樹（ピース）
- 小沢一敬（スピードワゴン）
- 尼神インター（渚・誠子）
- 西川貴教
- 指原莉乃（当時:HKT48）
- 大久保佳代子（オアシズ）
- 川島明（麒麟）
- 山中慎介
- 諸星和己
- 西野亮廣（キングコング）
- アキラ100%
- 銀シャリ（鰻和弘・橋本直）
- 土田晃之
- たむらけんじ
- 高橋真麻
- 小籔千豊
- フットボールアワー（岩尾望・後藤輝基）
- はるな愛
- 村本大輔（ウーマンラッシュアワー）
- NON STYLE（石田明・井上裕介）
- 長谷川穂積
- 田中卓志（アンガールズ）
- バカリズム
- 狩野英孝
- 古坂大魔王
- 大悟（千鳥）
- 和牛（水田信二・川西賢志郎）
- 船越英一郎
- チャンス大城
- 濱田祐太郎
- 渡辺直美
- ミキ（昴生・亜生）
- とろサーモン（久保田かずのぶ・村田秀亮）
- カラテカ（矢部太郎・入江慎也）
- ハリセンボン（近藤春菜・箕輪はるか）
- 明石家さんま
番組の放送10周年スペシャルゲストで登場。
- ちばてつや
- ずん（飯尾和樹・やす）
- 福島善成（ガリットチュウ）
- 永野
- かまいたち（山内健司・濱家隆一)
- チョコレートプラネット（長田庄平・松尾駿）
- ロバート（秋山竜次・山本博）
- 霜降り明星（粗品・せいや）
- 大地洋輔（ダイノジ）
- おたけ（ジャングルポケット）
- 宮下草薙（宮下兼史鷹・草薙航基）
- ダイアン（津田篤宏・ユースケ）
- アインシュタイン（稲田直樹・河井ゆずる）
- ハナコ（菊田竜大・秋山寛貴・岡部大）
- たけだバーベキュー - BBQ企画のみ
- 伊藤トラボルタ - BBQ企画のみ
- てつみち
- 岩橋良昌（プラス・マイナス） - BBQ企画のみ
- HG（レイザーラモン）
- 木村卓寛（天津）
- ムーディ勝山
- 三四郎（小宮浩信・相田周二）
- トレンディエンジェル（斎藤司・たかし）
- EXIT（兼近大樹・りんたろー。）
- ミルクボーイ（内海崇・駒場孝）
- クロちゃん（安田大サーカス）
- ナダル（コロコロチキチキペッパーズ）
- アントニー（マテンロウ）
- 森田哲矢（さらば青春の光）
- 尾形貴弘（パンサー）
- 鬼越トマホーク（坂井良多・金ちゃん）
- 平成ノブシコブシ（吉村崇・徳井健太）
- ゆりやんレトリィバァ
- 空気階段（水川かたまり・鈴木もぐら）
- 見取り図（盛山晋太郎・リリー）
- おいでやすこが（おいでやす小田・こがけん）
- 相席スタート（山崎ケイ・山添寛）
- 3時のヒロイン（福田麻貴・ゆめっち・かなで）
- COWCOW（多田健二・善し）
- ZAZY
- ニューヨーク（嶋佐和也・屋敷裕政）
- ですよ。
- 徳井義実（チュートリアル）
- ラランド（サーヤ・ニシダ）
- 錦鯉（渡辺隆・長谷川雅紀）
- インポッシブル (えいじ・ひるちゃん)
- あばれる君
- ネルソンズ (青山フォール勝ち・和田まんじゅう・岸健之助)
- マヂカルラブリー（野田クリスタル・村上）
- 男性ブランコ（浦井のりひろ・平井まさあき）
- NON STYLE（石田明・井上裕介）
- なかやまきんに君
- オズワルド（畠中悠・伊藤俊介）
- モグライダー（芝大輔・ともしげ）
- ぼる塾（きりやはるか・あんり・田辺智加）
- ザ・マミィ（林田洋平・酒井貴士）
- 真空ジェシカ（川北茂澄・ガク）
- ヒコロヒー
- 田原俊彦
- ヨネダ2000（誠・愛）
- 八木真澄（サバンナ）
- 5GAP（クボケン・トモ）
- みなみかわ
- きつね（大津広次・淡路幸誠）
- 渋谷凪咲
- アインシュタイン（稲田直樹・河井ゆずる）
- 蛙亭（中野周平・イワクラ）
- ニッポンの社長（辻・ケツ）
- ビスケットブラザーズ（きん・原田泰雅）
- ウエストランド（河本太・井口浩之）
- さや香（新山・石井）
- ジェラードン（アタック西本・かみちぃ）
- 海原やすよ ともこ（海原やすよ・海原ともこ）
- 中川家（剛・礼二）
- ロングコートダディ（堂前透・兎）
- なすなかにし（中西茂樹・那須晃行）
- とにかく明るい安村
- ギャロップ（林健・毛利大亮）
- Aマッソ（村上・加納）
- やす子
- スリムクラブ（真栄田賢・内間政成）
- エルフ（荒川・はる）

#### 「にけつッ!!大富豪飯」
別の番組で海外ロケに行った際、ジュニアが人生で初めて大富豪にハマったことがきっかけで始まった企画。芸能人数人がゲストで呼ばれ、高級レストランで食事を行ったのち大富豪で勝負。大貧民になった敗者が料理代を全額支払うというもの。
基本ルールは千原ジュニアが「フランスで1月8日（初めて大富豪をした日）に教えてもらった」ルールで行われる。通常の大富豪のルールに加え、
- 革命はジョーカーを入れてはいけない
- 2,8,ジョーカーでは上がれない（反則上がり）
- 8を出すと強制的に流れる（8切り）
- ジョーカー1枚が場に出ている場合、♠3を出して流せる（スペ3）
- 1枚目と2枚目が同じ絵柄（ペア以上も含む）の場合、3枚目以降はその絵柄しか出せない（縛り）

ルールが加えられている。第5回以降では番組オリジナル「にけつッ!!大富豪飯専用トランプ」が使用されている。
- 第1回：なだぎ武、熊田曜子
- 第2回：勝俣州和、麻木久仁子
- 第3回：品川祐（品川庄司）、磯野貴理子
- 第4回：陣内智則、高橋茂雄（サバンナ）
- 第5回：過去4回で大貧民（敗者）となった熊田曜子、麻木久仁子、磯野貴理子が出演。
- 第6回：YOU、田村亮（ロンドンブーツ1号2号）、小原正子（クワバタオハラ）

## 収録
収録は、原則として３週に一度の土曜に、東京・渋谷のヨシモト∞ホールで3本撮りで行われる。また、公開収録となっているため、当日、指定の時間までにヨシモト∞ホール前に集合すれば、スタジオ観覧が可能。先着順で、定員になり次第締め切られる。また、収録に参加した先着100名にステッカーがプレゼントされる。このような観覧の募集方法はかつて『鶴瓶上岡パペポTV』で採用していたものと同じである。収録時間は30分前後でありエンディング曲が流れると収録が終了するようになっている。
2009年1月24日、共に関西出身のMCで在阪局制作にもかかわらず、番組収録が東京が行われているため、大阪でもやってほしいと言う要望に応える形で、大阪・京橋花月にてテレビ放映のないシークレットライブを開催。放送されないためチケットが発売されたが、1回公演だったため完売となり、急遽追加公演も行った。入場者全員に特製クリアファイルが無料配布された。
2009年5月30日には、読売テレビ本社にて初の大阪収録が予定されていたが、新型インフルエンザの影響で中止となり、通常通り東京での収録に差し替えられた。2009年8月22日に読売テレビ本社にて初の大阪収録が実現することになった。その模様が、9月2日から4回に分けて放送された。なお、2人は当番組の収録を読売テレビで行うことを希望しており、その後も何度か読売テレビでの収録が実施されている。
2009年11月27日放送分では東京聖栄大学、12月4日放送分では東京慈恵会医科大学のそれぞれの大学で初の学園祭収録が行われた。
吉本興業が製作に関与している沖縄国際映画祭・京都国際映画祭の開催期間中は現地での収録を行うことが恒例となっており、前者は2010年から毎年「にけつッ!! in 沖縄」と称して放送されていた。後者は当初ふれあい旅のロケ企画がメインであったが、2015年10月17日にはイオンモール京都桂川で初のトーク収録を行った。
2016年8月7日には札幌テレビでのネット開始を記念して、初の札幌収録がSTVホールで行われた。
2025年4月2日（1日深夜）の放送分から3週分は広島収録がJMSアステールプラザで行われ、同月22日（23日深夜）放送分は広島ロケ収録を行った。2020年以降コロナ禍後、地方収録を行うのは上記の沖縄以外では初めてとなった。
2025年7月の収録回から、同月5日に東京・六本木の俳優座劇場跡地にオープンした吉本興業の新劇場「YOSHIMOTO ROPPONGI THEATER」へ収録場所を移転した。

## ネット局と放送時間
| 放送対象地域   | 放送局                   | 系列           | 放送日時                     | 開始日           |
| -------------- | ------------------------ | -------------- | ---------------------------- | ---------------- |
| 近畿広域圏     | 読売テレビ（ytv） 制作局 | 日本テレビ系列 | 水曜 0:54 - 1:24（火曜深夜） | 2008年10月8日～  |
| 関東広域圏     | 日本テレビ（NTV）        | 日本テレビ系列 | 月曜 2:26 - 2:56（日曜深夜） | 2008年10月12日～ |
| 北海道         | 札幌テレビ（STV）        | 日本テレビ系列 | 土曜 1:32 - 2:02（金曜深夜） | 2016年9月9日～   |
| 岩手県         | テレビ岩手（TVI）        | 日本テレビ系列 | 金曜 0:54 - 1:24（木曜深夜） | 2010年10月8日～  |
| 宮城県         | ミヤギテレビ（MMT）      | 日本テレビ系列 | 木曜 1:29 - 1:59（水曜深夜） | 2010年4月6日～   |
| 新潟県         | テレビ新潟（TeNY）       | 日本テレビ系列 | 月曜 1:25 - 1:55（日曜深夜） | 2010年4月6日～   |
| 長野県         | テレビ信州 (TSB)         | 日本テレビ系列 | 木曜 0:59 - 1:29（水曜深夜） | 不明             |
| 静岡県         | 静岡第一テレビ（SDT）    | 日本テレビ系列 | 金曜 0:59 - 1:29 (木曜深夜)  | 2010年10月13日～ |
| 中京広域圏     | 中京テレビ（CTV）        | 日本テレビ系列 | 木曜 0:59 - 1:29（水曜深夜） | 2009年5月4日～   |
| 鳥取県・島根県 | 日本海テレビ（NKT）      | 日本テレビ系列 | 月曜 1:25 - 1:55（日曜深夜） | 2011年1月10日～  |
| 広島県         | 広島テレビ（HTV）        | 日本テレビ系列 | 水曜 0:59 - 1:29（火曜深夜） | 2024年10月2日〜  |
| 香川県・岡山県 | 西日本放送（RNC）        | 日本テレビ系列 | 火曜 1:30 - 2:00（月曜深夜） | 2008年10月17日～ |
| 徳島県         | 四国放送（JRT）          | 日本テレビ系列 | 日曜 2:20 - 2:50（土曜深夜） | 2015年4月14日～  |
| 愛媛県         | 南海放送（RNB）          | 日本テレビ系列 | 日曜 1:25 - 1:55（土曜深夜） | 2010年7月13日～  |
| 高知県         | 高知放送 (RKC)           | 日本テレビ系列 | 木曜 1:24 - 1:54（水曜深夜） | 2018年4月4日～   |
| 福岡県         | 福岡放送（FBS）          | 日本テレビ系列 | 木曜 0:59 - 1:29（水曜深夜） | 2008年10月17日～ |
| 長崎県         | 長崎国際テレビ（NIB）    | 日本テレビ系列 | 火曜 0:59 - 1:29(月曜深夜)   | 2009年1月7日～   |
| 熊本県         | 熊本県民テレビ（KKT）    | 日本テレビ系列 | 金曜 1:30 - 2:00（木曜深夜） | 2013年4月12日～  |
| 鹿児島県       | 鹿児島読売テレビ（KYT）  | 日本テレビ系列 | 日曜 2:15 - 2:45（土曜深夜） | 2011年4月8日～   |
| 沖縄県         | 琉球放送（RBC）          | TBS系列        | 火曜 0:59 - 1:29（月曜深夜） | 2010年4月4日～   |
| 沖縄県         | 宮古テレビ（MTV）        | ケーブルテレビ | 火曜 22:00 - 22:30           | 2022年10月4日～  |

### 備考
2009年12月10日未明（9日深夜）放送分はFIFAクラブワールドカップ中継のため、制作局の読売テレビと時差ネットになっている日本テレビは臨時同時ネットした。

### インターネット配信
最新回配信は読売テレビ放送日基準のため、遅れネット局ではインターネット配信が放送より先行する。
| 配信元      | 更新日時       | 配信期間 | 備考                             |
| ----------- | -------------- | -------- | -------------------------------- |
| ytv MyDo!   | 水曜 1:30 更新 | 7日      | 読売テレビの最新回限定で無料配信 |
| TVer        | 水曜 1:30 更新 | 7日      | 読売テレビの最新回限定で無料配信 |
| GYAO!       | 水曜 1:30 更新 | 7日      | 読売テレビの最新回限定で無料配信 |
| GYAO!ストア | 過去分         | 過去分   | 回毎にレンタル視聴               |

## 番組使用曲
年月日は、制作局の読売テレビ基準とする。

### オープニング曲
- ジューダス・プリースト「Freewheel Burning」（開始 - 2009年8月6日）
- にけつッ!! feat.ET-KING「フルスロットル☆ブギ」（2009年8月13日 - 2011年11月1日）
- 斉藤和義「あいされたいやつらのひとりごと」（2011年11月8日 - ）[14][15]

### エンディング曲
2010年6月までのエンディング曲には、シングル曲は使用されておらず、カップリングやアルバムの収録曲が選ばれる傾向にあったが、2010年7月に初めてシングル曲が採用された。収録では、出演者の退場曲となっている。
- So' Fly「Highway Cowboy」（2008年10月 - 12月度）
アルバム「Blood & Wine」の3曲目に収録
- alma「youthful days」（2009年1月 - 3月度）
シングル「情熱」のカップリングで2曲目に収録
- JYONGRI「First Kiss」（2009年4月 - 6月度）
シングル「Maybe Sunday」のカップリングで3曲目に収録
- tick「南へ」（2009年7月 - 9月度）
アルバム「想〜omou〜」の3曲目に収録
- Song Riders「Sea Side Story」（2009年10月 - 12月度）
アルバム「LOVE」の6曲目に収録
- NERDHEAD「WHERE'S THE LOVE feat. GOSPEL CHOIR」（2010年1月 - 4月）
アルバム「BEGINNING OF THE END」の1曲目に収録
- alma「Brand New Star」（2010年5月 - 6月）
シングル「I-ありがとう-」のカップリングで2曲目に収録
- CHIHIRO「片想い feat.GIORIGO 13」（2010年7月 - 9月）
番組史上初めてシングル曲が採用[16]
- LONELY↑D「アイムアヒーロー」（2010年10月 - 12月）
シングル「blue moment」のカップリングで2曲目に収録
- Dear, KEN THE 390 & SHIKATA「Believe Myself」（2011年1月 - 3月）
リミックスアルバム「Woofin’ presents “勝ちウタ”Mix mixed by DJ AGETETSU」の25曲目に収録、当曲のみのデジタル・ダウンロードも行っている。
- DOLCE OATI「結婚行進曲（メンデルスゾーン）」（2011年4月 - 6月）
リミックスアルバム「CLASSIC×PUNK!!!」の2曲目に収録
- DOLCE OATI「アメイジング・グレイス」（2011年7月 - 9月）
リミックスアルバム「CLASSIC×REGGAE!!!」に収録
- YU-A「TELL ME TELL ME」（2011年10月 - 2012年1月16日）
シングル「ごめんね、ママ」のカップリングで2曲目に収録
- KIDS「それなら僕は」（2012年1月23日 - 3月）
ミニアルバム「LとL」の1曲目に収録[17]
- 竹原ピストル「来た道戻るの大嫌い!」（2012年4月 - 9月）
アルバム「ROUTE to ROOTS」の3曲目に収録
- 音速ライン「心の中にパレードを」（2012年10月 - 2013年2月11日）
アルバム「Grateful A.C.」の5曲目[18] に収録
- あやまんJAPAN「タク代の唄」（2013年2月19日 - 2013年4月16日）
配信限定シングル
- CODE-V「そばにいるよ」（2013年4月23日 - 2013年6月）
アルバム「初心」の8曲目に収録
- KIDS「38.5℃」（2013年7月 - 2013年9月）
ミニアルバム「一寸先の闇だって」の2曲目に収録
- 豊満乃風「膝爆弾」（2013年10月 - ）
アルバム「豊満伝説〜第2章〜」の8曲目に収録

## にけつッ!!オリジナル商品
エースコックの完全バックアップの下、品川祐が司会の二人にオリジナルラーメンのプレゼンを行ったもの。商品開発中は毎週品川がVTR出演をしている。
- 第1弾「スーパーカップ 大盛り にけつッ!!焼そば」（2009年10月 - ）
焦がしバターしょうゆ味に明太ふりかけとマヨネーズをトッピングしたもの。
- 第2弾「スーパーカップ1.5倍 にけつッ!!ラーメン」（2010年11月 - ）
豚骨ベースのキーマカレーラーメン。
販売に際しては相方の庄司智春が「営業マン」の肩書きで店舗を回り営業活動を行った。

## シークレットライブ
- 2009年1月24日 - 京橋花月（2回公演）

1回目公演ゲスト：木村明浩（バッファロー吾郎）
2回目公演ゲスト：黒田有（メッセンジャー）
- 2009年6月28日 - よしもとプリンスシアター

前説：木村卓寛（天津）
1回目公演ゲスト：陣内智則
2回目公演ゲスト：庄司智春（品川庄司）

## DVD
『にけつッ!!』のDVDはすべて2枚組で発売されている。
- 『にけつッ!!』　2009年03月18日 発売

第1回から第9回までの放送分に未公開を加えた映像と、1月24日のイベントを収録。
- 『にけつッ!!2』　2009年09月26日 発売

第12回から第20回までの放送分に未公開を加えた映像と、6月28日のイベントを収録。
- 『にけつッ!!3』　2009年10月21日 発売

第21回、第23回から第28回、第30回から第32回までの放送分に未公開を加えた映像と、
6月28日のイベントを収録。
- 『にけつッ!!4』　2010年3月3日 発売

第33回から第42回までの放送分に未公開を加えた映像と、
特典映像を収録。
- 『にけつッ!!5』　2010年4月14日 発売

第43回から第53回までの放送分に未公開を加えた映像と、
特典映像を収録。
- 『ytv×YOSHIMOTO ワイワイオールナイトライブ!』　2010年6月23日 発売

2009年12月24日にオールナイトで行われた「ytv×YOSHIMOTO Presents ワイワイ X'mas」のイベントを収録。
にけつッ!!の他に「右肩下がり軍団の逆襲」「マヨブラジオ」「LIVEワラb」も収録
- 『一週間にけつッ!!』　2010年8月11日 発売

2010年2月15日～21日にスピンオフ企画としてよしもとプリンスシアターで行われたトークライブの模様を収録。
収録内容は｢楽珍NIGHT!｣、｢金八先生トーク｣、｢ディズニーランドリスペクトSP｣、｢ケンコバマブダチSP｣、｢嗚呼!すばらしき宮古島｣、｢千原ジュニア欠席裁判!｣、｢千秋楽 女芸人恋愛相談sp」
- 『にけつッ!!6』　2010年9月29日 発売

第54回から第58回、第62回～第66回の放送分に未公開を加えた映像と、
特典映像を収録。

## スタッフ
- 演出：西田治朋（クロスブリード）[19]
- ディレクター：鈴木康浩（クロスブリード）、中村崇（BINGO、一時離脱►復帰）、柴崎久美子、平田晃大、加茂周也（クロスブリード、以前はAD►一時離脱►復帰）
- 構成：高須光聖
- CAM：袖垣竜也、村山竣平
- VE：柴田康司
- MIX：谷口貴三男
- PA：清水麻由
- 照明：永谷和也
- 音響効果：中谷誠（ytv Nextry）
- 編集：門馬英行（ザ・チューブ）
- MA：大野夏希（ザ・チューブ）
- 美術：矢野雄一郎
- 美術デザイン：楠川浩之
- 美術進行：安楽信行
- CG：岩澤新平
- スタイリスト：中本大介、今井輝美
- スタッフ協力：クロスブリード、BINGO、よしもとブロードテック[20]、フジアール、アーチェリー、ザ・チューブ、ytv Nextry[21]、The King Maker
- スタジオ協力：YOSHIMOTO ROPPONGI THEATER
- 宣伝：川島拓（読売テレビ、一時離脱）
- 制作デスク：野月智恵（読売テレビ）
- AP：谷藤初美（吉本興業）、山本美沙恵（クロスブリード）
- 制作協力：吉本興業
- プロデューサー：小早川泰飛（読売テレビ）[22]、小早川大亮（吉本興業）[23]、若生さとみ（クロスブリード）
- チーフプロデューサー：金井南燮（読売テレビ）[24]
- 製作著作：ytv（読売テレビ）

### 過去のスタッフ
- TP：長滝淳子、石黒裕二、深谷高史、山下悠介（山下→以前はTD）
- TD：谷古宇利勝
- CAM：小池悟志、吉川和彦（吉川→以前はSW►一時離脱）、加島祥太郎、中嶋留威、大尾庸介、渡晴男、打越尚
- VE：鈴木紫織、佐藤光泰、宮入俊彰、安部来海
- MIX：角田康太、山﨑勝彦
- PA：吉永茂生、浅井美穂、山川幸乃、木村奈緒
- AUD：小清水健治
- 照明：井村江里
- 編集：楠田惣彦、佐藤知子、野中博史、堀内伸平、杉村萌子、小川実夏
- MA：渡辺和也、天谷馬直男、川村亜紀、槇野莉穂、吉松洸夢、佐藤篤則
- 美術：永田勝明
- 美術デザイン：別所晃吉
- 美術進行：平山雄大
- CG：松本幸也
- スタッフ協力：ワイズビジョン、アンサーズ、ニューテレス、インデペンデントオーブアメリカンインク
- スタジオ協力：ヨシモト∞ホール
- 宣伝：中野允嗣、金井塚悦子、植村なおみ、長野公美、宮田千賀子、小林杏奈、乙部恭子、斉藤渉、北本ひかり（読売テレビ）
- AD：白石涼斗・ワタンパラスト圭和（クロスブリード）
- AP：坂川綾那、脇元皓暉（よしもとクリエイティブ・エージェンシー）
- 制作デスク：大塚峰子（読売テレビ）、楠村朋子（ワイズビジョン）、山本沙織、宮代さつき（宮代→読売テレビ）
- ディレクター：吉田昌平、平山勝雄（平山→読売テレビ）、小林ちひろ、辻章悟（ytv Nextry）
- プロデューサー：関聖子、野瀬慎一[25]、伊藤隆洋[26]（読売テレビ）、田村静子、松永容樹、長井誠、山田貢、古川圭介、稲冨聡、上田浩平、武藤佑樹（吉本興業）
- チーフプロデューサー：武野一起[27]、木谷俊樹、前西和成、勝田恒次[28]、沼田賢治、西川義嗣[29]、山口将人[30]、柿本幸一[31]、小野寺将史[32]、古河雅彦[33]（読売テレビ）